# André Buffet
Pour les articles homonymes, voir Buffet.
Aimé Joseph Paul André Buffet, né le 10 mars 1857 à Paris et mort le 17 septembre 1909 à Mirecourt, est un militant nationaliste et monarchiste français. Proche de Paul Déroulède, il fréquente les milieux royalistes et patriotiques au tournant du siècle.

## Biographie
Fils de Louis Buffet, il possède des propriétés agricoles dans les Vosges et en Seine et Oise
Il suit des études d'avocat et devient avocat à la cour d'appel de Paris et secrétaire de la conférence des avocats de Paris en 1884,.
Il essuie deux échecs électoraux comme candidat député dans les Vosges en 1885 et 1889.
Il est avocat du duc d'Orléans lors du procès de celui-ci en 1890 pour avoir contrevenu à la loi d’expulsion qui le visait.
En 1898, il supervise le mouvement de la Jeunesse royaliste et succède à Eugène Dufeuille comme chef du bureau politique du duc d'Orléans.
Il est inspirateur avec Eugène de Lur-Saluces de la politique du duc d'Orléans durant l'affaire Dreyfus. En 1900, il est condamné à dix ans de bannissement par la Haute Cour sous le chef de complot contre l'État à la suite de sa participation au pseudo-coup d'État organisé par Paul Déroulède pendant l'épisode de Fort Chabrol.
Son confrère, le comte Eugène de Lur-Saluces écopa de la même peine ; les deux s'exilèrent à Bruxelles. Durant son exil, Buffet demande au duc d'Orléans que Paul Bézine lui succède au poste de chef du bureau politique de la Maison d'Orléans. D'abord nommé à titre provisoire, mais très vite à titre définitif, Bézine occupe cette fonction jusqu'en 1908, date à laquelle il démissionne.
Buffet est amnistié en 1905.
Le nom de Buffet reste attaché à l'Enquête sur la monarchie (Gazette de France, 1900, puis édité en volume) de Charles Maurras. En effet, ce dernier l'avait rencontré en Belgique et avait reproduit des extraits de ses entretiens dans le « premier livre » de son « enquête ». 
Buffet s'y montre en faveur de la restauration d'une monarchie traditionnelle, héréditaire, antiparlementaire et décentralisée. Il ne cache pas son appui pour différentes personnalités nationalistes, antisémites et antidreyfusardes telles Édouard Drumont, Paul Déroulède, Maurice Barrès, Georges Thiébaud ou Jules Guérin ; il regrette toutefois leur manque de ferveur royaliste. 
Par l'intermédiaire de Maurras, Buffet est élevé au rang des royalistes intègres et intransigeants de l'époque. Sa contribution à l'« enquête » fait de lui un maître à penser de l'Action française et de l'orléanisme.

### Sources primaires
- "Chez M. André Buffet", dans Charles Maurras, Enquête sur la monarchie, Paris, Nouvelle librairie nationale, [1900]. Nombreuses éditions; éd. définitive 1924.
- Charles Boullay, Haute Cour de justice. Audience du 28 décembre 1898 (sic 1899). Plaidoirie de Me Ch. Boullay pour M. André Buffet, Paris, A. Chevalier-Marescq, 1901.
- Charles Boullay, André Buffet. Notice lue à l'assemblée générale du 20 décembre 1909, Nancy, Imprimerie de Berger-Levrault, 1910.
- Charles Chenu, Affaire de la "Patrie française", 18-19 avril 1899. 9e chambre du Tribunal correctionnel. Plaidoirie de Me Chenu, Paris, Plon-Nourrit, 1899.
- Haute Cour de justice, Affaire Buffet, Déroulède, Guérin et autres, inculpés de complot, 8 fascicules, Paris, Imprimerie nationale, 1899.
- Le Procès de la Patrie française, Perrin et Cie, 1899.

### Sources secondaires
- « BUFFET (Anne-Joseph-Paul-André) », dans Claude Augé, Nouveau Larousse illustré - Dictionnaire universel encyclopédique, vol. (suppplément), 1907 (lire en ligne), p. 105.
- Laurent Joly, Naissance de l'Action Française, Grasset, 2015.